# KHD KS 55 B
Die Typenreihe KHD KS 55 B ist eine zweiachsige Diesellokomotive mit Stangenantrieb, die für den leichten Rangierdienst konzipiert wurde. Sie wurde in 70 Exemplaren von 1958 bis 1968 von KHD gebaut und in verschiedenen Industriebetrieben verwendet. Die Lokomotive ist eine der kleinsten nach dem Zweiten Weltkrieg von KHD gebauten Lokomotiven. Viele Lokomotiven der Reihe sind bis heute (2020) noch vorhanden.

## Entwicklung
Ab 1958 wurde bei KHD ein neues Typenprogramm aufgestellt, das die Lokomotiven nicht mehr nach der Motorbauart bezeichnete, sondern verschlüsselt den Verwendungszweck wiedergibt. Die Lokomotive KS 55 B ist die kleinste Lokomotive dieser Reihe. Ihre Bezeichnung bedeutet K für Kleinlokomotive, S für die Antriebsart Stangenantrieb, 55 bezeichnet die Leistung des Motors in PS und mit B wird die Achsfolge der Lok bezeichnet.
Sie wurden vorrangig an kleine bis mittlere Betriebe in Deutschland geliefert, einige Lokomotiven gingen in die Niederlande, nach Belgien und nach Luxemburg. Die Lokomotivgattung ist die leistungsstärkere Variante der KHD A2L 514 R.
Die Lokomotive in explosionsgeschützter Ausführung zum Betrieb in feuergefährlichen Betrieben besitzt einen anderen Motor und wird als Reihe KS 55 B ex bezeichnet.

## Technik

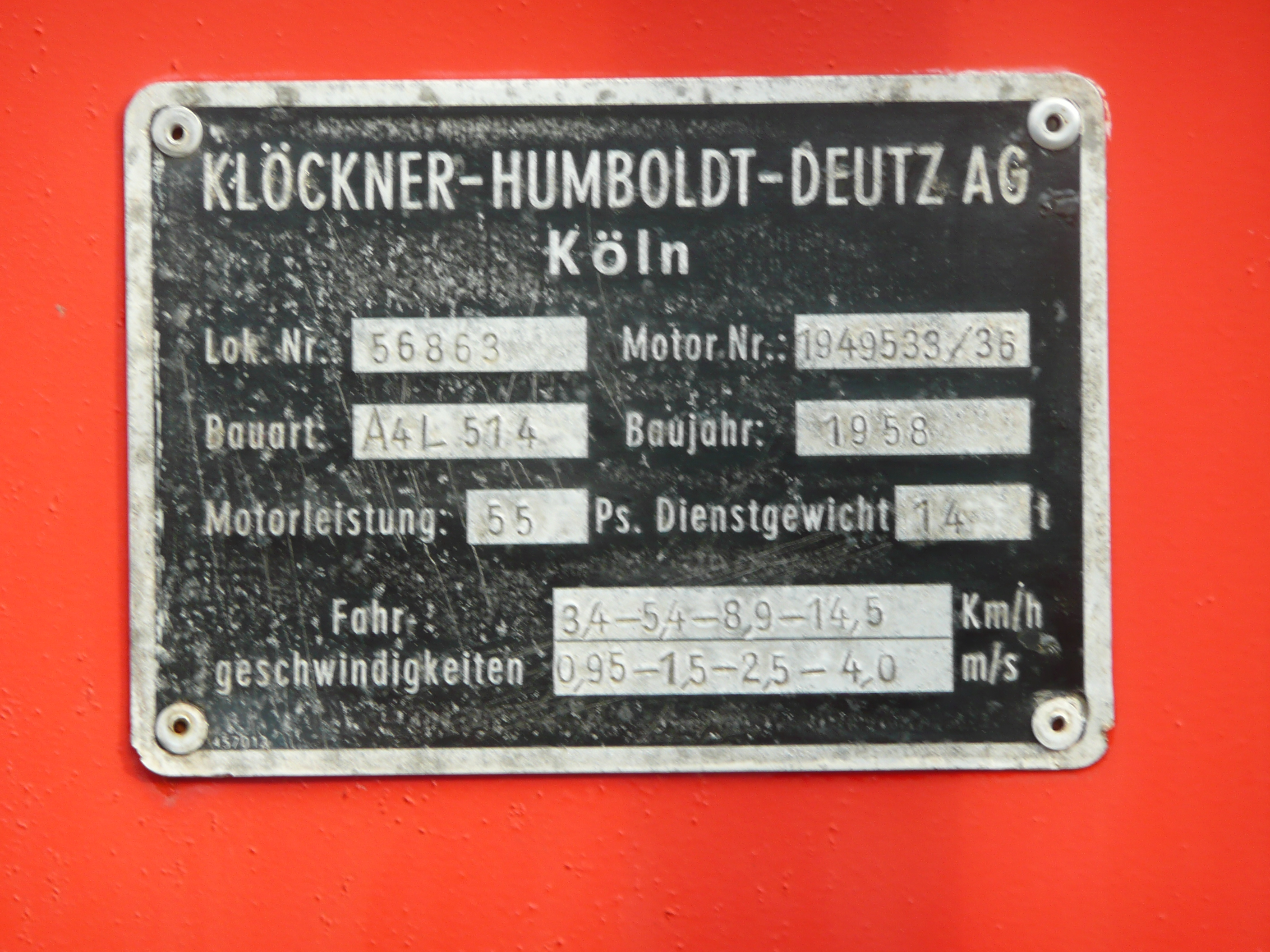
Typenschild der KHD 56863 in Freital-Potschappel

Die Lokomotive besitzt einen Vorbau für die Maschinenanlage und ein dahinterliegendes Führerhaus. Sie gehört zur Kategorie der Kleinlokomotiven und wurde mit einem Stangenantrieb realisiert.
Der luftgekühlte Vierzylinder-Viertakt-Dieselmotor, der auch für die Remotorisierung von Verbrennungstriebwagen verwendet wurde, ist im Vorbau untergebracht. Das mechanische Schaltgetriebe mit vier Gängen sitzt über der hinteren Achse der Lok und treibt diese direkt an. Mittels einer Kuppelstange wird die vordere Achse angetrieben. Die Lokomotiven besitzen eine mechanisch zu bedienende auf die Räder wirkende Lokbremse.
Die Lokomotiven sind eine konstruktive Fortführung der 1950 entstandenen KHD A4L 514 R. Anlässlich der Aufnahme der Serie in die neue Typenreihe wurde ab 1958 die Konstruktion geändert. Die KS 55 B unterscheidet sich durch ihre abgerundeten Gehäusekanten und die modernere Beleuchtung von der KHD A4L514.

## Einsatz
Die Lokomotiven waren im Einsatz robust und zuverlässig und sind teilweise noch heute (2020) in Betrieb.

### KHD Nr. 56863
Die Lokomotive wurde an die Altenessener Bergwerks-AG in Essen ausgeliefert. Zu einem nicht genau bekannten Zeitpunkt wurde sie an eine Philips-Niederlassung in Essen und 1979 an die Küppersbusch AG in Gelsenkirchen weiterveräußert. In den 1980er Jahren wechselte die Lokomotive noch zweimal den Besitzer: zuerst an die Newag AG in Oberhausen und danach an die Kässbohrer Fahrzeugwerke GmbH in Senden. 2011 wurde sie in Berlin optisch aufgearbeitet und steht heute (2020) in Freital-Potschappel als Denkmal.

### KHD Nr. 57481
Die Lokomotive wurde 1962 an Siemens in Karlsruhe ausgeliefert. Sie war bis in die 1990er Jahre im Einsatz und wurde danach als Denkmal bei der Vossloh AG in Werdohl aufgestellt, nach Übertragung an die Stadt Werdohl 2014 an einem anderen Ort in der Stadt.

### KHD Nr. 57630
Die Lokomotive wurde 1963 als KHD-Werkslokomotive nach Mainz-Mombach ausgeliefert und wurde zu einem nicht bekanntem Zeitpunkt an eine Metallhandlung in Ludwigshafen-Rheingönheim verkauft. Sie ist erhalten geblieben und befindet sich bei der Historischen Eisenbahn Mannheim.

### KHD Nr. 57965
Die Lokomotive wurde am 23. Juni 1966 an die Balcke-Dürr in Ratingen-Ost ausgeliefert. Dort war die Lok bis in die 90er Jahre in der Werkbahn des rheinischen Betriebs im Einsatz. 1996 wurde die Lok dann an eine Privatsammlung in Bochum verkauft, wo sie bis 2003 verblieb, bevor sie zurück in den Eisenbahnhandel ging. 2006 erstand die Gemeinde Sankt Michaelisdonn die Lokomotive. Dort wird sie seitdem auf der Draisinenbahn Sankt Michaelisdonn – Marne als Denkmal und Streckenlok eingesetzt.

### KHD Nr. 58229
Die Lokomotive wurde 1963 an die Klöckner-Werke in Düsseldorf verkauft und wurde in den 1980er Jahren an Hoberg & Driesch abgegeben. 1984 kam sie zu einer Zweigniederlassung des Werkes in Kornwestheim und erhielt die interne Nummer 45. Die Lokomotive ist seit etwa 2013 Eigentum einer Interessengemeinschaft für Brauchtum und Technik in Sontheim an der Brenz.